# Erythrocles taeniatus
Erythrocles taeniatus är en fiskart som beskrevs av Randall och Rivaton 1992. Erythrocles taeniatus ingår i släktet Erythrocles och familjen Emmelichthyidae. Inga underarter finns listade i Catalogue of Life.